# Frank Zappas diskografi

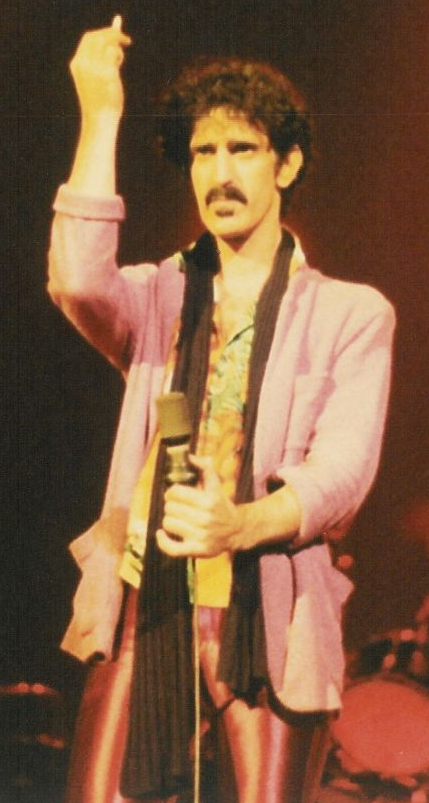
Frank Zappa på Memorial Auditorium, buffalo, New York. Fotograferat 25 Oktober, 1980.

Diskografi över Frank Zappas musikalbum.

## Diskografi
- 1966 – Freak Out! (med the Mothers of Invention)
- 1967 – Absolutely Free (med the Mothers of Invention)
- 1968 – We're Only In It For The Money (med the Mothers of Invention)
- 1968 – Lumpy Gravy
- 1968 – Cruising with Ruben & The Jets (med the Mothers of Invention)
- 1969 – Uncle Meat (med the Mothers of Invention)
- 1969 – Hot Rats
- 1970 – Burnt Weeny Sandwich (med the Mothers of Invention)
- 1970 – Weasels Ripped My Flesh (med the Mothers of Invention)
- 1970 – Chunga's Revenge
- 1971 – Fillmore East - June 1971 (med the Mothers of Invention)
- 1971 – 200 Motels (soundtrack) (med the Mothers of Invention)
- 1972 – Just Another Band From L.A. (med the Mothers of Invention)
- 1972 – Waka/Jawaka
- 1972 – The Grand Wazoo
- 1973 – Over-Nite Sensation
- 1974 – Apostrophe (')
- 1974 – Roxy & Elsewhere (med the Mothers of Invention)
- 1975 – One Size Fits All (med the Mothers of Invention)
- 1975 – Bongo Fury (med Captain Beefheart)
- 1976 – Zoot Allures
- 1978 – Zappa in New York
- 1978 – Studio Tan
- 1979 – Sleep Dirt
- 1979 – Sheik Yerbouti
- 1979 – Orchestral Favorites
- 1979 – Joe's Garage
- 1981 – Tinseltown Rebellion
- 1981 – Shut Up 'n Play Yer Guitar
- 1981 – You Are What You Is
- 1982 – Ship Arriving Too Late to Save a Drowning Witch
- 1983 – The Man From Utopia
- 1983 – Baby Snakes (soundtrack)
- 1983 – London Symphony Orchestra, Vol I
- 1984 – The Perfect Stranger
- 1984 – Them Or Us
- 1984 – Thing-Fish
- 1984 – Francesco Zappa
- 1985 – The Old Masters, Box I
- 1985 – Frank Zappa Meets the Mothers of Prevention
- 1986 – Does Humor Belong In Music?
- 1986 – The Old Masters, Box II
- 1986 – Jazz From Hell
- 1987 – London Symphony Orchestra, Vol II
- 1987 – The Old Masters, Box III
- 1988 – Guitar
- 1988 – You Can't Do That on Stage Anymore, Vol 1
- 1988 – You Can't Do That on Stage Anymore, Vol 2
- 1988 – Broadway The Hard Way
- 1989 – You Can't Do That on Stage Anymore, Vol 3
- 1991 – The Best Band You Never Heard in Your Life
- 1991 – You Can't Do That on Stage Anymore, Vol 4
- 1991 – Make a Jazz Noise Here
- 1992 – You Can't Do That on Stage Anymore, Vol 5
- 1992 – You Can't Do That on Stage Anymore, Vol 6
- 1992 – Playground Psychotics (tillsammans med the Mothers of Invention)
- 1993 – Ahead Of Their Time (tillsammans med the Mothers of Invention)
- 1993 – The Yellow Shark (med Ensemble Modern)

### Album utgivna efter Frank Zappas död
- 1994 – Civilization Phaze III
- 1996 – The Lost Episodes
- 1996 – Läther
- 1996 – Frank Zappa Plays the Music of Frank Zappa
- 1997 – Have I Offended Someone?
- 1998 – Mystery Disc
- 1999 – Everything is Healing Nicely
- 2002 – FZ:OZ
- 2003 – Halloween
- 2004 – Joe's Corsage
- 2004 – Joe's Domage
- 2004 – QuAUDIOPHIILIAc
- 2005 – Joe's XMASage
- 2006 – Imaginary Diseases
- 2006 – Trance-Fusion
- 2006 – The MOFO Project/Object
- 2007 – Buffalo
- 2007 – The Dub Room Special!
- 2007 – Wazoo
- 2008 – One Shot Deal
- 2008 – Joe's Menage
- 2008 – Lumpy Money
- 2009 – Philly '76
- 2009 – Greasy Love Songs
- 2010 – Congress Shall Make No Law
- 2010 – Hammersmith Odeon
- 2011 – Feeding the Monkies at Ma Maison
- 2011 – Carnegie Hall
- 2012 – Road Tapes
- 2012 – Understanding America
- 2012 – Finer Moments
- 2012 – Baby Snakes The Compleat Soundtrack
- 2013 – Road Tapes, Venue #2
- 2013 – A Token of His Extreme (Soundtrack)
- 2014 – Joe’s Camouflage
- 2014 – Roxy by Proxy
- 2015 – Dance Me This
- 2015 – 200 Motels: The Suites (med LA Philharmonic dirigerad av Esa-Pekka Salonen)
- 2015 – Roxy The Soundtrack
- 2016 – Road Tapes, Venue #3
- 2016 – The Crux of the Biscuit
- 2016 – Frank Zappa For President
- 2016 – Meat Light
- 2016 – Chicago '78
- 2016 – Little Dots
- 2017 – Halloween 77
- 2018 – The Roxy Performances
- 2019 – Zappa in New York 40th Anniversary
- 2019 – Orchestral Favorites 40th Anniversary
- 2019 – Halloween 73
- 2019 – The Hot Rats Sessions
- 2020 – The Mothers 1970
- 2020 – Halloween 81
- 2021 – Zappa '88: The Last U.S. Show
- 2021 – 200 Motels 50th Anniversary
- 2022 – The Mothers 1971
- 2022 – Zappa/Erie
- 2022 – Zappa '75: Zagreb/Ljubljana
- 2022 – Waka/Wazoo

### Samlingsalbum
- 1969 – Mothermania (med the Mothers of Invention)
- 1995 – Strictly Commercial
- 1997 – Strictly Genteel
- 1999 – Son of Cheep Thrills
- 2004 – The Best of Frank Zappa